# Кумбулла, Мараш
Мараш Николин Кумбулла (алб. Marash Nikolin Kumbulla; род. 8 февраля 2000, Пескьера-дель-Гарда, Венеция, Италия) — албанский футболист, защитник итальянского клуба «Рома» и сборной Албании, выступающий на правах аренды за испанский клуб «Мальорка».

## Клубная карьера
Мараш родился в Пескьера-дель-Гарда (провинция Верона, Венеция, Италия) в семье выходцев из Албании. С восьмилетнего возраста выступал в футбольной академии клуба «Эллас Верона».  В основном составе «жёлто-синих» дебютировал 12 августа 2018 года в матче Кубка Италии против «Катании». 27 декабря 2018 года дебютировал в итальянской Серии B в матче против «Читтаделлы». 25 августа 2019 года дебютировал в итальянской Серии A в матче против «Болоньи». 5 октября 2019 года забил свой первый гол за «Верону» в матче Серии A против «Сампдории».
1 февраля 2024 года Кумбулла на правах аренды перебрался в «Сассуоло» до конца сезона 2023/24.

## Карьера в сборной
Выступал за сборные Албании до 17, до 19 лет и до 21 года. 14 октября 2019 года дебютировал за главную сборную Албании.
| № | Дата            | Оппонент | Счёт | Голы | Пасы | Карточки | Минуты | Соревнование             |
| - | --------------- | -------- | ---- | ---- | ---- | -------- | ------ | ------------------------ |
| 1 | 14 октября 2019 | Молдова  | 4:0  | —    | —    | —        | 1'     | Отбор ЧЕ-2020 (группа H) |

Итого: сыграно матчей: 1 / забито голов: 0; победы: 1, ничьи: 0, поражения: 0.

## Достижения
«Рома»
- Победитель Лиги конференций УЕФА: 2021/22